# Sa Caseta
Sa Caseta és una possessió del terme de Llucmajor, Mallorca, situada a la marina, al migjorn, entre la possessió de sa Llapassa i el camí des Palmer. Es troba documentada el 1527 quan fou separada per herència de la possessió de sa Llapassa i en fou el primer propietari Antoni Salvà. S'anomenava rafal de l'Orfe. Té 407 quarterades de les quals 189 són de garriga.

## Construccions
Les cases de la possessió són del segle xvii i estan integrades per una sèrie de bucs adossats disposats en "U": l'habitatge humà, una torre de defensa i diverses dependències agropecuàries (estables, pallissa, portassa i magatzem). L'habitatge humà té dues crugies i dues altures: planta baixa, destinada a l'habitatge dels amos; i porxo, on se situa l'habitatge dels senyors. A la façana principal hi ha un rellotge de sol. De forma dispersa, al voltant de les cases es disposen altres instal·lacions agrícola-ramaderes: antigues barraques ara convertides en solls i canera, una era de batre en desús, un galliner, un molí de vent i els sestadors. Quant a instal·lacions hidràuliques hom hi troba un aljub, dues cisternes (una adossada a la façana posterior de la casa, l'altra aïllada enfront de la façana principal), dues basses cobertes i un pou.